# Crocallis trapezaria
Crocallis trapezaria là một loài bướm đêm trong họ Geometridae.